# Dióxido de amerício
O Dióxido de amerício (AmO2) é um composto de amerício. Ele é usado como uma fonte de partículas alfa, particularmente em detectores de fumaça que operam por ionização.